# Margielyn Didal

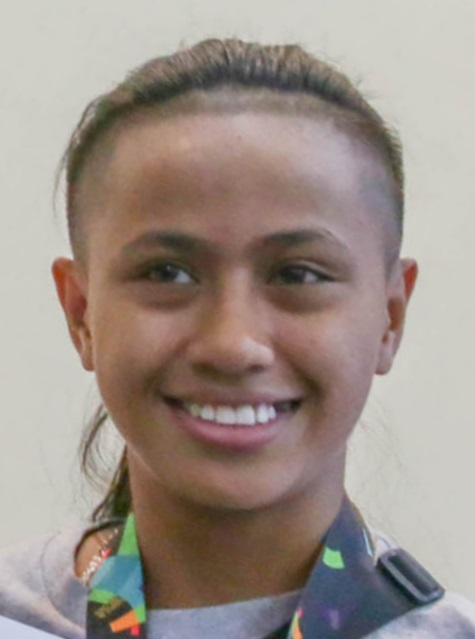
Margielyn Didal

Margielyn Arda Didal, född 18 april 1999 i Cebu City, är en filippinsk professionell streetskateboardåkare som blev känd för en bredare allmänhet i samband med X Games Minneapolis 2018, och Asiatiska spelen 2018 där hon tog guld.